# كفتة نيئة
جِي كُفْتة أو كُفتة نيئة (بالتركية: Çiğ köfte) هو طبق كفتة يُعد تخصصًا إقليميًا في جنوب شرق الأناضول في مدينة الرها ( أُرفة حاليًا). يقدم الطبق مُقبّلًا ويرتبط ارتباطًا وثيقًا بالكبة النيئة من المطبخ اللبناني والسوري. تعد الكفتة النيئة من المأكولات الأرمنية  والتركية. جي (بالتركية: çiğ) تعني نيئ وكفتة تعني كرات اللحم. كلمة كفتة مشتقة من اللغة الفارسية والتي بدورها تأتي من الجذر البدائي الهندي الأورُبّي "(s)kop" وتعني طحن أو رطل أو ضرب.

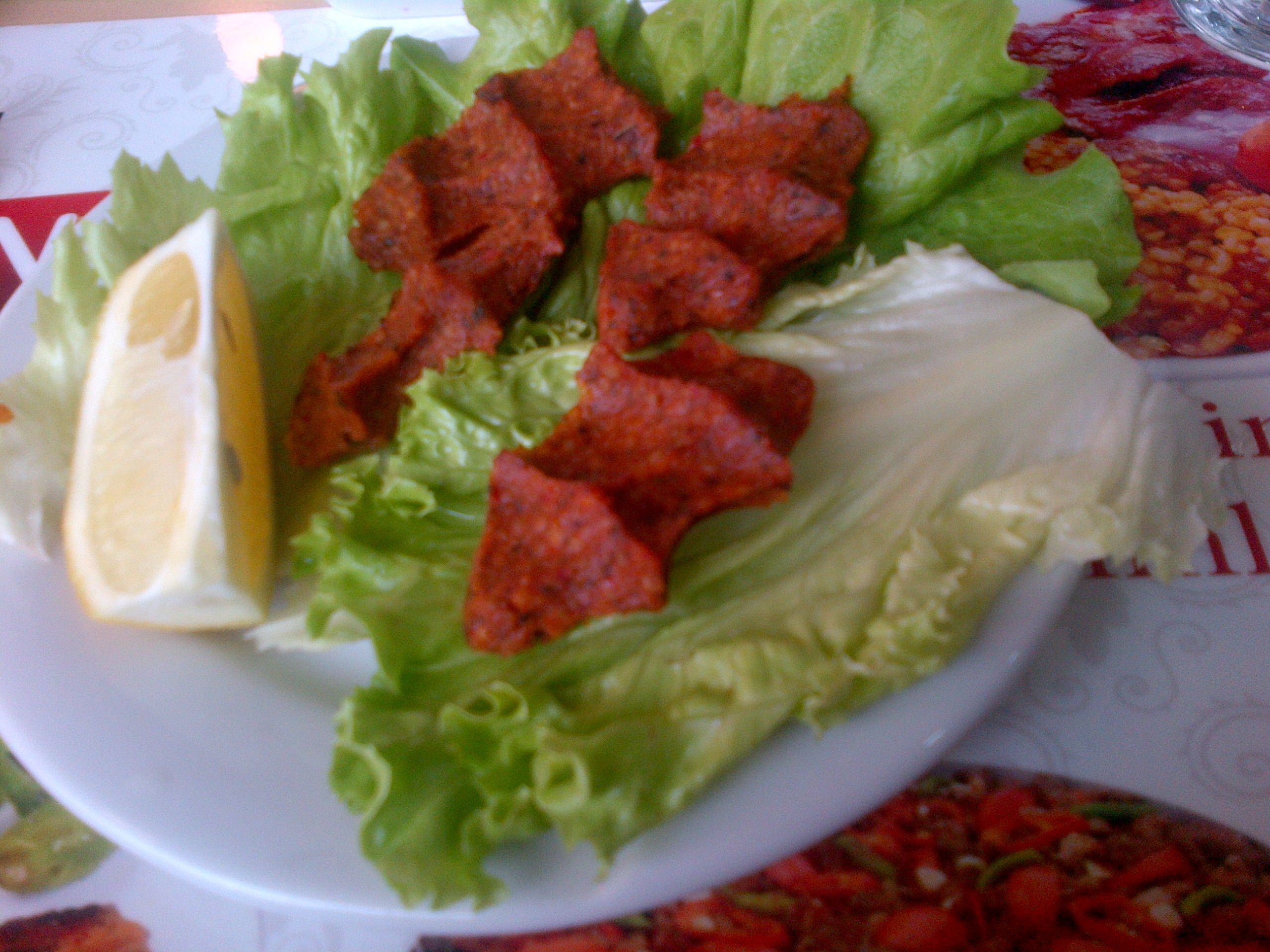